# Yörükoğlu, Muğla
Yörükoğlu là một xã thuộc thành phố Muğla, tỉnh Muğla, Thổ Nhĩ Kỳ. Dân số thời điểm năm 2011 là 531 người.